# Сораяма Хадзіме
Хадзіме Сораяма (яп. 空山 基, нар. 22 лютого 1947, Ехіме) — японський художник-ілюстратор — гіперреаліст, відомий своїми намальованими вручну фотореалістичними еротичними зображеннями жінок і жінкоподібними роботами-гиноїдами, автор дизайну AIBO

## Біографія

### Освіта
Хадзіме Сораяма народився в 1947 році в місті Імабарі на острові Сікоку, в префектурі Ехіме регіону Сікоку. Після закінчення школи Імабарі Кіта в 1965 році Сораяма поступив в університет Сікоку Гакуїн[ja], де вивчав грецьку та англійську літературу.  У 1967 році після публікації першої роботи «Рожевий журнал» він перевівся в художню школу Тюо (яп. 中央美術学園) в Токіо, де почав вивчати малювання. Закінчивши школу в 1968 році, у 21 — річному віці Сораяма отримав роботу в рекламному агентстві.

### Початок діяльності
У 1972 році він почав працювати фрілансером-ілюстратором. Сораяма вигадав свій власний стиль і працював над його досконалістю. У 1978 році він намалював свого першого робота, дуже схожого на людину. Це був початок нової серії роботів Хадзіме Сораями, які побачили світ роком пізніше і стали його візитною карткою. Роботам присвячені цілі серії картин художника. 

## Творчість

### Популярність
У 1983 році у видавництві Genko-sha був опублікований «Сексуальний робот», який здобув статус культової фігури і, який приніс органічно-металевим напівроботам Сораями популярність у всьому світі,.

### Стиль
В 1984 році виходить  книга художника «Пінап» (Graphic-sha, 1984, яка) була витримана в його неповторному стилі. У своїй роботі художник використовував ідеї пинапа і кіберпанку, які перетворилися на зображення хромованих гіноїдів в заманюючих позах.
Свою легко впізнавану фотореалістичну манеру письма Сораяма створив завдяки вмілому використанню акрилових фарб, олівців та пульверизаторів. Критики відносять його стиль  до різновиду гіперреалізму. Цей стиль потім багато разів використовувався іншими художниками.

### Відомі твори
Сораяма був автором обкладинки класичної книги про машинний зір «Зір роботів» (англ. Robot vision) Бертольда Хорна[de].
Ряд інших робіт художника обертається навколо фотореалістичних за манерою виконання еротичних жіночих фігур, зроблених у фетиш-стилі, наприклад, в латексі або шкірі. Його пінапи деякий час постійно публікувалися в Penthouse, і удостоїлися спеціальної журнальної статті в ювілейному випуску журналу «Silver Anniversary issue». У 2006 році Playboy TV випустило спеціальне шоу, присвячене малюнкам Сораями.
Сораяма розробив дизайн собаки-робота AIBO (1999),. Ця робота отримала в Японії Гран-прі за найкращий дизайн 2000 року (найвищу японську нагороду в області дизайну), і в 2001 році була розміщена в постійній колекції Нью-Йоркського музею сучасного мистецтва і Смітсонівського інституту, а також увійшла до книги Паоли Антонеллі «Об'єкти дизайну» (англ. Objects of Design), що була видана Нью-Йоркським музеєм сучасного мистецтва. У 2004 році ця робота Сораями була виставлена Nike «White Dunk Project» серед числа 25 спеціально відібраних художників Японії. У 2010 році вийшла чергова книга-ретроспектива творчості художника Master Works, а за нею у 2013 році вийшов оригінальний збірник «Тремтливі лисиці» (англ. Vibrant Vixens). У 2012—2013 роках Сораяма працював разом з американським фешн-дизайнером Марком Еко (англ. Marc Ecko) над трьома спільними колекціями.

## Екранізації
У 1985 році Сораяма випустив першу роботу поза збірок ілюстрацій — відеофільм «Відео-ілюстрація» (англ. Illustration Video). Потім він брав участь у роботі над фільмами «Жива мертвечина» (1992), «Патруль часу» (1994) і «Космічні далекобійники» (1995) Сораяма розробив дизайн колекційних карток Sorayama, випустив кілька обмежених друкованих та електронних видань своїх робіт, брав участь у численних виставках, а також був автором обкладинки альбому Aerosmith «Just Push Play» (2001).
У 2000-х та 2010-х роках він співпрацював з декількома виробниками фільмів у Голлівуді, включаючи Джорджа Лукаса — над збіркою ілюстрацій по мотивах Зоряних війн Star Wars Concept Art в 2013-2014 роках.

## Відгуки
- Марко Пеллиттері вважає, що чуттєві гіноїди Сораями — покриті металом жінки — являють собою чудовий аналіз сучасного японського суспільства, яке аж до 1980-х років представило себе світу як суспільство (пост)модерну і високих технологій, під оболонкою яких практично непомітний національний дух.[15]
- Томас Фостер у своїй книзі з кіберпанці, написаної з фрейдистських позицій, зазначає, що «в цих зображеннях неможливо визначити: чи сексуальний робот являє собою об'єкт-фетиш, чи жінку, яка фетишизована» (англ. «these images make it impossible to determine whether the sexy robot is a fetish object or a woman who has been fetishized»).[16]
- Френчі Ланнінг називає Сораяму, ймовірно, найбільш впливовим фетиш-ілюстратором сучасності, тим, хто змагається і перемагаючим за креативності у фетиш-дизайнерів. В інтерв'ю художник стверджує, що так як він не скутий рамками реального використання його творінь, то дозволяє собі поєднувати можливе і неможливе в своїх ілюстраціях, щоб дражнити почуття глядача.[17]

## Висловлювання
- «Мистецтво — це вид цілеспрямованості, що наполегливо утверджує вашу власну оригінальність … навпаки, суперреалізм працює з технічною проблемою того, наскільки точно можна підійти до об'єкта». ("Art is a kind of tenacity, an insistence upon asserting your own originality … by contrast, superrealism deals with the technical issue of how close one can get to one's object".)[5]
- «На відміну від мистецтва, ілюстрація — це не справа емоцій або страхів, але досвід, який природно випливає з логічного мислення». ("Unlike art, illustration is not a matter of emotion or hatreds, but an experience that comes naturally through logical thinking.")